# Žofie z Hohenbergu
Žofie z Hohenbergu (celým jménem Žofie Marie Františka Antonie Ignacie Alberta kněžna z Hohenbergu, německy Sophie Marie Franziska Antonia Ignatia Alberta Fürstin von Hohenberg, po sňatku též jako Sophie Nostitz-Rieneck, 24. července 1901 Konopiště – 27. října 1990 Thannhausen, Štýrsko) byla jediná dcera a nejstarší dítě následníka rakousko-uherského trůnu Františka Ferdinanda d'Este a jeho manželky Žofie z Hohenbergu rozené Chotkové, kteří byli zavražděni 28. června 1914 v Sarajevu.

## Život

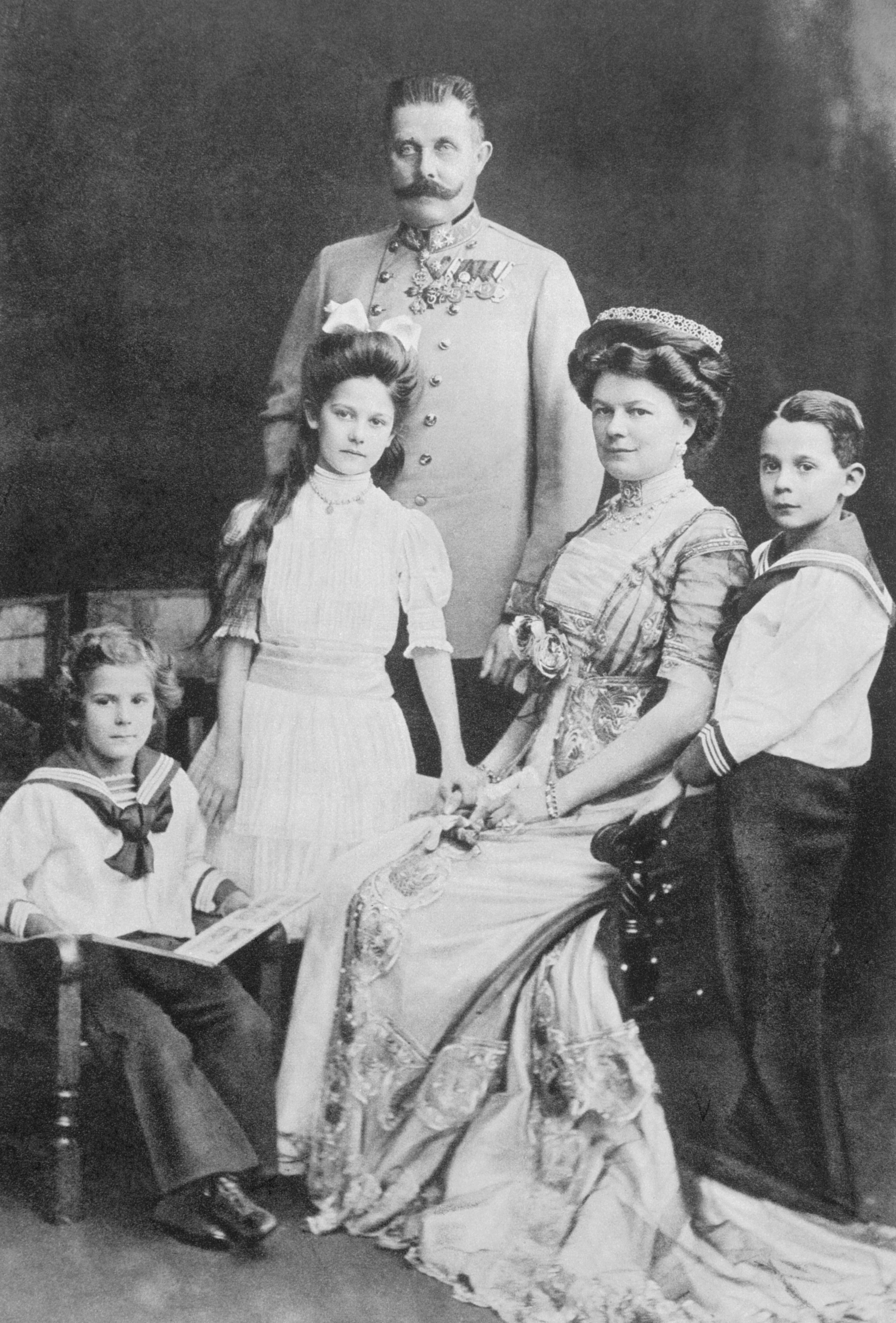
Žofie s rodiči a sourozenci

Žofie jako mladá žena

Žofie se narodila 24. července 1901 na zámku Konopiště v Čechách, oblíbeném sídle arcivévody Františka Ferdinanda a jeho manželky Žofie. Měla dva mladší bratry, Maxmiliána (1902–1962) a Arnošta (1904–1954). V roce 1908 její matka znovu otěhotněla, ale čtvrté dítě, chlapec, se narodilo 7. listopadu 1908 mrtvé.
Z důvodu nerovnorodého sňatku z Žofií Chotkovou podepsal František Ferdinand přísahu, že děti, které bude mít se svou manželkou, nemohou uplatňovat nárok na trůn. Předpokládal pro ně klidnou budoucnost a nekomplikovaný život venkovské šlechty. Doufal, že jeho děti budou moci žít jako soukromé osoby, stranou vysoké politiky a zároveň bez materiálních starostí. Žofie se později vyjádřila, že ona a její bratři byli vychováni ve skromnosti. Uvedla také, že otec byl na své děti přísný, ale nikdy zlý nebo nespravedlivý. Většinu svého dětství Žofie strávila na konopišťském zámku obklopená milující rodinou. Její otec velice miloval lov a zasloužil se o to, že Žofie skolila svého prvního jelena už ve třech letech.

### Po atentátu na rodiče
V roce 1914 po atentátu na její rodiče spáchaného v Sarajevu srbskobosenským teroristou Gavrilo Principem spolu se svými sourozenci osiřela. O smrti rodičů se dozvěděla na zámku Chlum u Třeboně.
Do konce první světové války bydlela se svými sourozenci na Konopišti, kde se o ně starali a vychovávali je matčina sestra Jindřiška Chotková (1880–1964) a Otto Lev Stanovský (1882–1945), poručníkem a správcem majetku byl strýc Jaroslav kníže Thun-Hohenstein (1864–1929). Roku 1916 byl Žofii udělen knížecí titul a přiznáno oslovení Jasnost.

### Dopis Nedeljku Čabrinovićovi
Během procesu s obviněnými z vraždy následníka trůnu a jeho manželky Žofie byl Nedeljko Čabrinović jediným z obžalovaných, který vyjádřil lítost nad svým činem a omluvil se dětem obětí. Když se Žofie a její bratři se dozvěděli o Čabrinovićově pokání, napsali dopis, v němž mu odpustili podíl na vraždě jejich rodičů. Žofie a Maxmilián dopis podepsali, pouze Ernst odmítl. Dopis poté Čabrinovićovi osobně do jeho cely v Terezíně doručil jezuita P. Anton Puntigam, který udělil poslední svátost zavražděnému Františku Ferdinandovi a jeho manželce. Dne 23. ledna 1916 byla kněžna Žofie a její bratři informováni o Čabrinovićově úmrtí.
Na konci roku 1918 však byl majetek rodiny v Československu, včetně Konopiště a Chlumu u Třeboně, zabaveny československou vládou. Děti se přestěhovaly do Vídně a na zámek Artstetten.
V roce 1920 se Žofie v Děčíně provdala za Fridricha, hraběte Nostice-Rienecka (1893–1973) a z jejich manželství se narodili tři synové a jedna dcera.

### Za nacistické okupace
Přestože se rodina hlásila k německé národnosti, byli Žofiini bratři Maxmilián a Ernst po anšlusu Rakouska v roce 1938 v důsledku protinacistických prohlášení zatčeni gestapem a deportováni do koncentračního tábora Dachau, a jejich majetek v Rakousku byl zabaven nacistickými úřady. Oba bratři věznění v koncentračním táboře přežili. V době války byli také dva Žofiini starší synové, nejstarší Ervin (* 1921) a mladší František (* 1923) odvedeni a narukovali k wehrmachtu. Ervín zemřel v sovětském zajetí v roce 1949, František v bojích na východní frontě v roce 1945. Nejmladší syn Alois (* 1925) a dcera Sophie (* 1929) válku přežili.
V říjnu 1945 dostala rodina, jíž byl v ČSR zkonfiskován majetek, povolení vycestovat do Rakouska, což v dubnu 1946 učinili. Usadili se na zámečku Geyeregg v Eisenerzu (Štýrsko), který Žofie získala jako dědictví. V roce 1962[zdroj?] se přestěhovali do Salcburku.

### Závěr života
Žofie o mnoho let přežila oba své bratry Maxmiliána a Ernsta a v roce 1973 zemřel také její manžel. Poté vedla poklidný život v Rakousku, občas v doprovodu svých vnoučat.
V roce 1981 po šedesáti letech poprvé navštívila Konopiště. Během této návštěvy mluvila o tom, jak šťastný tam byl její život s rodinou.
Kněžna Žofie z Hohenbergu zemřela 27. října 1990 ve věku 89 let v Thannhausenu ve Štýrsku a byla pochována po boku svého manžela na hřbitově ve Weizu ve Štýrsku v hrobce rodu svobodných pánů Gudenus, ze kterého pocházel její zeť.

## Rodina
Žofie Hohenbergová se 8. září 1920 v Děčíně provdala za hraběte Fridricha (Bedřicha) Leopolda Josefa Huberta Mariu z Nostitz-Rienecku (1. listopad 1893 Praha – 29. prosinec 1973 Štýrský Hradec), syna Ervína Felixe Marii z Nostitz-Rienecku (20. květen 1863 Měšice – 3. listopad 1931 Vídeň) a jeho manželky (sňatek 25. červen 1891 Vídeň) hraběnky Amálie Podstatské z Liechtensteinu (14. prosinec 1867 – 1. prosinec 1956). Narodily se jim čtyři děti, které se později přihlásily k německé národnosti, synové proto sloužili za druhé světové války ve Wehrmachtu.
- 1. Ervin Max (Erwein; 29. 6. 1921 Heinrichsgrün – 11. 9. 1949 Vysokaje v Brestské oblasti v sovětském zajetí), hrabě
- 2. František (Franz; 2. 2. 1923 Vídeň – 23. 2. 1945 Berent, Východní Prusko, padl na východní frontě), hrabě
- 3. Alois (Aloys; 12. 8. 1925 Vídeň – 22. 4. 2003 Salcburk), hrabě
  - ∞ (7. 8. 1962 civilně, 12. 9. 1962 církevně zámek Zeil), Marie Terezie hraběnka z Waldburgu na Zeilu a Tauchburgu (* 8. 8. 1931 zámek Zeil, Bádensko-Württembersko), jejich děti:
    - 1. Friedrich (* 19. 7. 1963 Štýrský Hradec)
    - 2. Monika (* 15. 4. 1965 Štýrský Hradec)
      - ∞ (11/14. 7. 1985 zámek Eisenerz) Friedrich svobodný pán Mayr von Melnhof (* 10. 11. 1952 Salcburk)

    - 3. Sophie-Bernadette (* 17. 8. 1967 Štýrský Hradec)
      - ∞ (3. 9. [1994 zámek Eisenerz) Christian Christoporus hrabě Seilern-Aspang (* 22. 6 .1948 Litschau)

    - 4. Franz-Erwein (* 4. 5. 1970 Štýrský Hradec)
      - ∞ (23. 6. 2001 Salcburk) hraběnka Isabelle von Moy de Sons (* 15. 7. 1977 Mnichov)
- 4. Žofie (Sophie; 4. 6. 1929 Vídeň), hraběnka
  - ∞ (18. 8. 1953 Štýrský Hradec) Ernst Gudenus (26. 3. 1916 – 7. 12. 1972), do roku 1919 svobodný pán von Gudenus

## Zajímavosti
- Její synovec druhého stupně je rakouský herec Friedrich von Thun (* 1942 jako Friedrich Thun und Hohenstein).
- V americkém televizním seriálu Dobrodružství mladého Indiany Jonese (původní název: The Young Indiana Jones Chronicles) se mladý Indiana Jones, kterého hrál Corey Carrier, v listopadu 1908 setkal s princeznou Žofií, kterou hrála dánská herečka Amalie Alstrup.

## Vývod z předků
|                    |                                       |  |                              |                                             |  |  |  |  |  |  |  | František I. Rakouský |
|                    |                                       |  |                              |                                             |  |  |  |  |  |  |  |                       |
|                    | František Karel Habsbursko-Lotrinský  |  |                              |                                             |  |  |  |  |  |  |  |                       |
|                    |                                       |  |                              |                                             |  |  |  |  |  |  |  |                       |
|                    |                                       |  |                              | Marie Tereza Neapolsko-Sicilská             |  |  |  |  |  |  |  |                       |
|                    |                                       |  |                              |                                             |  |  |  |  |  |  |  |                       |
|                    | Karel Ludvík Rakousko-Uherský         |  |                              |                                             |  |  |  |  |  |  |  |                       |
|                    |                                       |  |                              |                                             |  |  |  |  |  |  |  |                       |
|                    |                                       |  |                              | Maxmilián I. Josef Bavorský                 |  |  |  |  |  |  |  |                       |
|                    |                                       |  |                              |                                             |  |  |  |  |  |  |  |                       |
|                    | Žofie Frederika Bavorská              |  |                              |                                             |  |  |  |  |  |  |  |                       |
|                    |                                       |  |                              |                                             |  |  |  |  |  |  |  |                       |
|                    |                                       |  |                              | Karolína Frederika Vilemína Bádenská        |  |  |  |  |  |  |  |                       |
|                    |                                       |  |                              |                                             |  |  |  |  |  |  |  |                       |
|                    | František Ferdinand d'Este            |  |                              |                                             |  |  |  |  |  |  |  |                       |
|                    |                                       |  |                              |                                             |  |  |  |  |  |  |  |                       |
|                    |                                       |  |                              | František I. Neapolsko-Sicilský             |  |  |  |  |  |  |  |                       |
|                    |                                       |  |                              |                                             |  |  |  |  |  |  |  |                       |
|                    | Ferdinand II. Neapolsko-Sicilský      |  |                              |                                             |  |  |  |  |  |  |  |                       |
|                    |                                       |  |                              |                                             |  |  |  |  |  |  |  |                       |
|                    |                                       |  |                              | Marie Isabela Španělská                     |  |  |  |  |  |  |  |                       |
|                    |                                       |  |                              |                                             |  |  |  |  |  |  |  |                       |
|                    | Marie Annunziata Neapolsko-Sicilská   |  |                              |                                             |  |  |  |  |  |  |  |                       |
|                    |                                       |  |                              |                                             |  |  |  |  |  |  |  |                       |
|                    |                                       |  |                              | Karel Ludvík Rakousko-Těšínský              |  |  |  |  |  |  |  |                       |
|                    |                                       |  |                              |                                             |  |  |  |  |  |  |  |                       |
|                    | Marie Terezie Izabela Rakouská        |  |                              |                                             |  |  |  |  |  |  |  |                       |
|                    |                                       |  |                              |                                             |  |  |  |  |  |  |  |                       |
|                    |                                       |  |                              | Jindřiška Nasavsko-Weilburská               |  |  |  |  |  |  |  |                       |
|                    |                                       |  |                              |                                             |  |  |  |  |  |  |  |                       |
| Žofie z Hohenbergu |                                       |  |                              |                                             |  |  |  |  |  |  |  |                       |
|                    |                                       |  |                              |                                             |  |  |  |  |  |  |  |                       |
|                    |                                       |  | Jan Rudolf Chotek z Chotkova |                                             |  |  |  |  |  |  |  |                       |
|                    |                                       |  |                              |                                             |  |  |  |  |  |  |  |                       |
|                    | Karel Chotek z Chotkova               |  |                              |                                             |  |  |  |  |  |  |  |                       |
|                    |                                       |  |                              |                                             |  |  |  |  |  |  |  |                       |
|                    |                                       |  |                              | Marie Sidonie z Clary-Aldringenu            |  |  |  |  |  |  |  |                       |
|                    |                                       |  |                              |                                             |  |  |  |  |  |  |  |                       |
|                    | Bohuslav Chotek z Chotkova            |  |                              |                                             |  |  |  |  |  |  |  |                       |
|                    |                                       |  |                              |                                             |  |  |  |  |  |  |  |                       |
|                    |                                       |  |                              | Maria Antonín Berchtold z Uherčic           |  |  |  |  |  |  |  |                       |
|                    |                                       |  |                              |                                             |  |  |  |  |  |  |  |                       |
|                    | Marie Žofie Berchtoldová z Uherčic    |  |                              |                                             |  |  |  |  |  |  |  |                       |
|                    |                                       |  |                              |                                             |  |  |  |  |  |  |  |                       |
|                    |                                       |  |                              | Marie Anna Franziska Huszár de Szent-Baráth |  |  |  |  |  |  |  |                       |
|                    |                                       |  |                              |                                             |  |  |  |  |  |  |  |                       |
|                    | Žofie Chotková                        |  |                              |                                             |  |  |  |  |  |  |  |                       |
|                    |                                       |  |                              |                                             |  |  |  |  |  |  |  |                       |
|                    |                                       |  |                              | Ferdinand Jan Kinský z Vchynic a Tetova     |  |  |  |  |  |  |  |                       |
|                    |                                       |  |                              |                                             |  |  |  |  |  |  |  |                       |
|                    | Josef Ervín Kinský z Vchynic a Tetova |  |                              |                                             |  |  |  |  |  |  |  |                       |
|                    |                                       |  |                              |                                             |  |  |  |  |  |  |  |                       |
|                    |                                       |  |                              | Marie Šarlota z Kerpenu                     |  |  |  |  |  |  |  |                       |
|                    |                                       |  |                              |                                             |  |  |  |  |  |  |  |                       |
|                    | Vilelmína Kinská z Vchynic a Tetova   |  |                              |                                             |  |  |  |  |  |  |  |                       |
|                    |                                       |  |                              |                                             |  |  |  |  |  |  |  |                       |
|                    |                                       |  |                              | Wolfgang Maria Černín z Chudenic            |  |  |  |  |  |  |  |                       |
|                    |                                       |  |                              |                                             |  |  |  |  |  |  |  |                       |
|                    | Marie Henrietta Černínová z Chudenic  |  |                              |                                             |  |  |  |  |  |  |  |                       |
|                    |                                       |  |                              |                                             |  |  |  |  |  |  |  |                       |
|                    |                                       |  |                              | Marie Antonie ze Salm-Neuburgu              |  |  |  |  |  |  |  |                       |
|                    |                                       |  |                              |                                             |  |  |  |  |  |  |  |                       |